# Pandan (Seluma Utara)
Pandan is een bestuurslaag in het regentschap Seluma van de provincie Bengkulu, Indonesië. Pandan telt 1035 inwoners (volkstelling 2010).